# Polonesos
Els polonesos (polonès: Polacy, singular Polak) són un poble d'origen ètnic eslau d'Europa Central, concentrat principalment al voltant del territori de l'actual Polònia. El seu nom deriva del de la tribu dels polans occidentals. Els polonesos pertanyen al grup dels lequites eslaus. Els polans de Giecz, Gniezno i Poznań eren la més influent de les tribus eslaves de la Polònia de l'alta edat mitjana i van aconseguir unir moltes altres tribus eslaves occidentals sota el govern del que es convertiria en la dinastia Piast, creant un nou estat.
De vegades els polonesos són definits com un poble que comparteix una cultura polonesa comuna i són descendents de polonesos. D'acord amb el preàmbul de la Constitució de Polònia, la nació polonesa consisteix en tots els ciutadans de Polònia. Tanmateix, com a la majoria dels països europeus, moltes persones limiten aquest grup als parlants natius de l'idioma polonès, persones que comparteixen uns certs costums i tradicions o persones que comparteix un rerefons ètnic originari de Polònia. El terme "polonès" també pot utilitzar-se sense contingut ètnic referit als ciutadans de Polònia al marge de la seva etnicitat.
Existeix una important diàspora polonesa a Europa Occidental i Oriental, Amèrica i Austràlia. La seva principal religió és el catolicisme.

## Etimologia
No existeix una definició comunament acceptada de la significació de «polonès». La paraula polonesa per designar el poble és Polak (masculí) i Polka (femení). Pel que fa als seus orígens, el nom de la nació té un origen indoeuropeu, derivat de pele; pole, que significa plana.

## Polonesos al món
Els polonesos constitueixen en població el sisè més gran grup nacional d'Europa. A Polònia viuen uns 39 milions de polonesos. Les estimacions varien d'acord amb les fonts, encara que les dades disponibles suggereixen un nombre total d'uns 60 milions de persones en tot el món, dels quals uns 21 milions viuen fora de Polònia, molts dels quals són ciutadans polonesos.
Molts polonesos viuen als països veïns, incloent Alemanya, República Txeca, Lituània, Ucraïna, Belarús i als antics territoris del Regne de Polònia, en llocs com Letònia i Moldàvia. França ha tingut una relació importància amb Polònia al llarg de la història i existeix una important minoria de descendents de polonesos, que han viscut en el país des del segle xviii. A començaments del segle xx n'hi havia més d'un milió de polonesos establerts a França, un nombre que es va incrementar amb els refugiats que fugien de l'ocupació nazi o posteriorment del règim soviètic.
El terme Polonia normalment es fa servir a Polònia per referir-se a la diàspora polonesa fora de les fronteres del país (cal tenir en compte que, en polonès, el país s'anomena Polska). Així, per exemple, els polonesos de Rússia inclouen els procedents de la població polonesa que va habitar en aquest país durant segles i els que van ser deportats a la força després de la Segona Guerra Mundial. El nombre total de polonesos en el que va ser l'antiga Unió Soviètica s'estima fins a tres milions.
Existeix també una notable diàspora polonesa al Canadà, Estats Units i Brasil. La majoria dels polonesos del Canadà van arribar després de la Segona Guerra Mundial. La més gran concentració de polonesos als Estats Units es troba a New Britain, Connecticut, altres es van establir a Chicago, Ohio, Detroit, Nova York, Orlando, Pittsburgh, Buffalo i Nova Anglaterra. El nombre d'immigrants polonesos va augmentar entre 1945 i 1970, i novament després de la caiguda del comunisme el 1989. A Brasil la majoria dels immigrants polonesos es van establir a l'estat de Paranà. La ciutat de Curitiba té la segona població més gran de la diàspora polonesa en el món i la música, cuina i cultura poloneses són molt presents en aquesta regió.
En els últims anys, després que Polònia ingressés en la Unió Europea, molts polonesos han emigrat a països com Irlanda, on s'estima que viuen uns 200.000 treballadors polonesos. A Gran Bretanya s'estima que han emigrat uns 500.000 polonesos. La comunitat polonesa de Noruega s'ha incrementat fins als 120.000 individus, constitueixen la població més gran immigrant del país.

## Polonesos i la Unió Europea
Una enquesta celebrada pel Centre de Recerca d'Opinió Pública de Polònia entre el 30 de març i el de 2 d'abril de 2007 va registrar que el 86% dels polonesos creien que l'ingrés a la Unió Europea havia estat positiu, i solament el 5% es van manifestar obertament en contra. En aquesta mateixa enquesta un 55% dels sotmesos a enquesta afirmaven preferir que la Unió Europea continués sent una unió d'estats sobirans, mentre que un 22% preferien la idea d'uns «Els Estats Units d'Europa».
Segons un 75% dels sotmesos a enquesta l'ingrés a la Unió Europea ha millorat l'agricultura, la productivitat (57%) i la col·locació (56%)
Entre els deu nous membres de la Unió Europea, dels quals vuit són països d'Europa Central o Oriental, els polonesos són els més mòbils, amb un nombre considerable d'immigrants polonesos que han emigrat a quasi tots els països de la Unió, integrant-se en el mercat laboral europeu.